# Judá ben Barzilai
Judá ben Barzilai de Barcelona (Barcelona 1070 - Barcelona, siglo XII) fue un talmudista español sobre cuya vida se sabe muy poco. Judá provenía de una familia muy distinguida, y era llamado Ha-Nasí (el Príncipe), un título de honor que llevaron también sus descendientes en la ciudad de Barcelona. Es muy difícil saber si Judá fue un discípulo de Isaac ben Rovén de Barcelona, como algunos sostienen. Tampoco se puede determinar el nombre de sus discípulos, y si Abraham ben Isaac de Narbona (RABAD II) era uno de ellos. Es seguro que Abraham ben Isaac de Narbona conoció a Judá personalmente, y le consultó algunos casos difíciles. Judá tuvo una vez una controversia con su sabio amigo y conciudadano Abraham Bar Hiyya. Este último, al parecer, intentó aplazar una boda porque las estrellas parecían mostrar malos augurios, mientras que Judá mantenía que esta conducta era contraria a ley rabínica, puesto que la observación de malos presagios está prohibida por las Sagradas escrituras.

## Obras literarias
Judá fue uno de los mayores codificadores legales de la Edad Media. A excepción de unos cuántos fragmentos, sus escritos legales se han perdido. Aun así, son a menudo citados como autoridad por los rabinos: Abraham ben Isaac de Narbona (RABAD II), y por Isaac ben Abba Mari (los cuales lo llaman sencillamente Ha-Rab, o Ha-Rab ha-Mehaber), Abraham ben David (RABAD III), y Zerahiah ben Isaac ha-Levi. Las obras de Maimónides y del Rabino Jacob ben Asher, publicadas un siglo más tarde, hicieron que los códices de Judá quedaran obsoletos, a pesar de que los estudiosos del siglo XVI aun hacían uso de ellos. De las citaciones que aparecen en las obras de más de cuarenta autores resulta que Judá codificó la ley entera, tanto la parte ritual como la parte civil. Su Sefer ha-Itim (Libro sobre los tiempos litúrgicos), del cual perviven fragmentos de manuscrito en la biblioteca del colegio judío de Londres. Los fragmentos contienen regulaciones para el Shabat, pero el libro al principio no solamente incluye regulaciones para el Shabat, las festividades, y el Rosh Jodesh, sino también casi todo el material tratado en la primera parte del Arba Turim (el Tur), y probablemente todavía más material. La parte del códice que trata sobre leyes del matrimonio, y sobre los temas de parentesco, es llamado por algunos Séder Nashim (Orden de las mujeres), y por otros, Yihens Elaer Bosar. La ley civil fue incluida en el Séfer ha-Dinim (Libro de las leyes), el cual fue dividido en cinco capítulos o "puertas". Además de estas obras legales Judá escribió un detallado comentario del Séfer Ietzirá. Como muchos otros comentarios de este destacado libro, los comentarios de Judá son de poca ayuda para entender el texto, más bien al contrario, porque el texto contiene las opiniones propias de Judá, en parte místicas, en parte filosóficas, e incluso teológicas. El autor revela una sorprendente familiaridad con la literatura rabínica y con el Midrash, y facilita los extractos de algunas obras de los sabios Gueonim, que de otra manera serían desconocidas. Judá estaba familiarizado con los escritos filosóficos de Saadia Gaón y de Samuel ben Hofni, pero no con los escritos de Ibn Gabirol (Avicebrón) y de Ibn Paquda. Judá muestra poca disposición para tratar algunos temas teológicos o filosóficos. El autor argumenta infatigablemente contra la acusación hecha por los judíos caraitas, según la cual los rabinos talmudistas favorecían la idea de un Dios antropomórfico.